# Hexatoma (Eriocera) melanolitha
Hexatoma (Eriocera) melanolitha is een tweevleugelige uit de familie steltmuggen (Limoniidae). De soort komt voor in het Neotropisch gebied.